# Hulusi

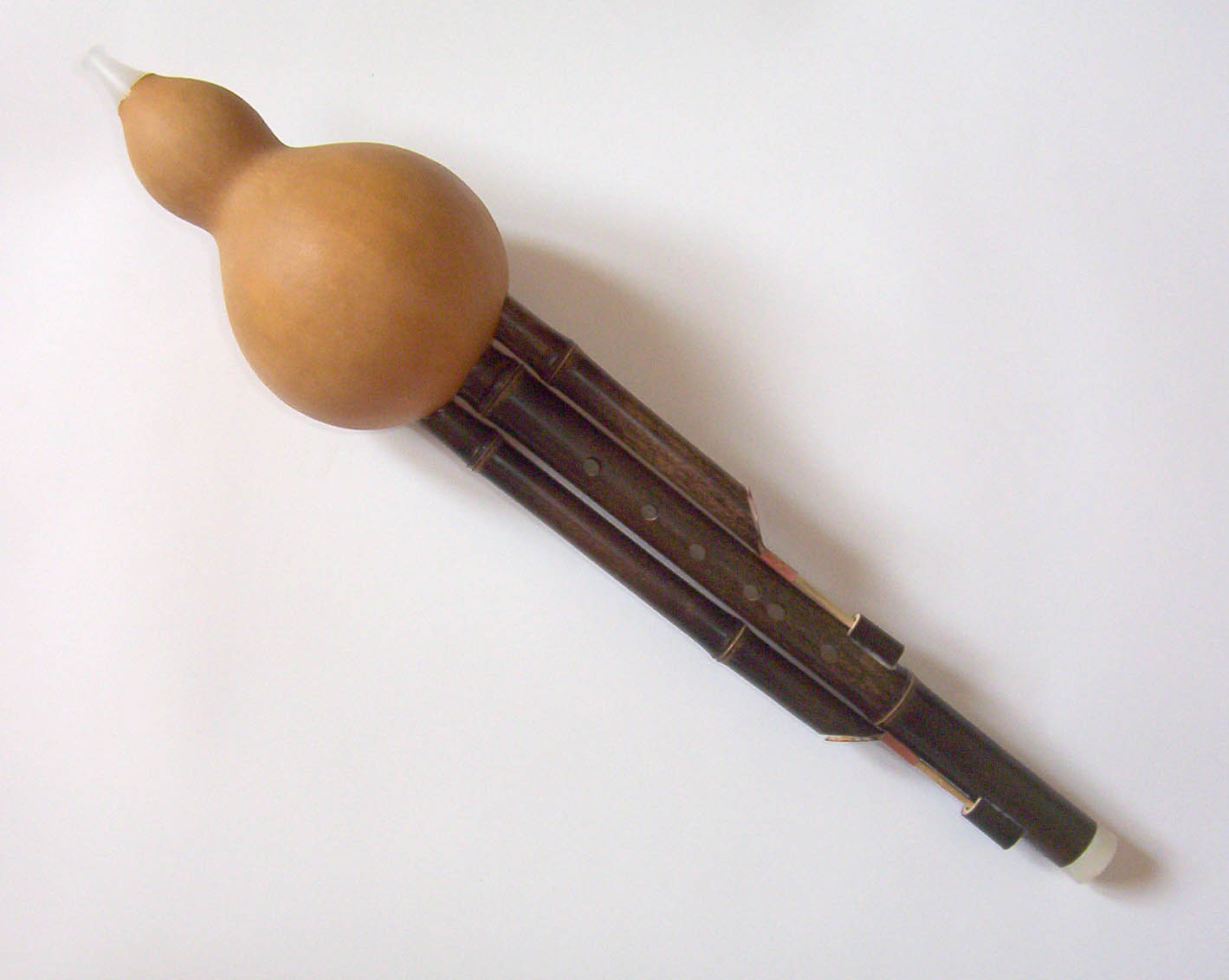
Hulusi

Hulusi (chinesisch 葫芦丝, Pinyin húlúsī) ist eine Mundorgel, die in der chinesischen Musik gespielt wird. Die Windkammer des Durchschlagzungeninstruments besteht aus einem getrockneten Flaschenkürbis (Kalebasse), in die drei dünne Bambusrohre eingesteckt sind. Die mittlere Bambuspfeife besitzt sieben Fingerlöcher, deren Anordnung der wie eine Flöte aussehenden bawu entspricht.
Ähnlich wie beim Dudelsack werden zwei seitlich angebrachte Pfeifen als Borduntöne dazugeschaltet. Diese Begleittöne, die meist auf die Quinte und Oktave gestimmt sind, erklingen konstant. Im mittleren Melodierohr wird eine dreieckige durchschlagende Messingzunge angeblasen, wodurch ein nasaler Klang entsteht. Hulusi sind meist diatonisch gestimmt, manche auf den Grundton C, andere auf F und G.
Die hulusi wird ähnlich wie die bawu gespielt, benötigt jedoch einen starken gleichmäßigen Atem, um den Ton nicht in der Höhe schwanken zu lassen. Trotz aller spieltechnischen Schwierigkeiten belohnt die hulusi mit einem warmen Ton, der in der Lautstärke genug Durchsetzungskraft hat, um in einem Ensemble die Melodie zu führen.
Andere Mundorgeln werden nicht wie eine Flöte gespielt, sondern besitzen nur ein Fingerloch pro Pfeife, mit der sie meist nur einen Ton produzieren. Zu den Mundorgeln, die von der Anordnung der Windkammer mit der hulusi verwandt sind, gehören die chinesische sheng und die japanische shō. Bei anderen ost- und südostasiatischen Mundorgeln ragen die Pfeifen an der Unterseite über die Windkammer hinaus. Hierzu zählen die khaen in Laos und Nordostthailand sowie die qeej der Hmong. Der nordostindische Bundesstaat Tripura bildet mit der Kürbismundorgel rasem die Westgrenze des heutigen Verbreitungsgebiets der asiatischen Mundorgeln. Ähnlich konstruiert, nur nach der Klangerzeugung ein Einfachrohrblattinstrument ist in Indien die pungi.